# Klaus Malettke
Klaus Ludwig Gustav Malettke (* 30. Mai 1936 in Rastenburg) ist ein deutscher Historiker mit dem Schwerpunkt Frühe Neuzeit.
Malettke lehrte als Professor für Neuere Geschichte am Friedrich-Meinecke-Institut der Freien Universität Berlin (1971–1980) und für Neuere Geschichte mit dem Schwerpunkt Frühe Neuzeit an der Philipps-Universität Marburg (1980–2001). Malettke gehört zu den führenden deutschen Experten der frühneuzeitlichen französischen Geschichte. Er gilt über seine wissenschaftliche Arbeit hinaus durch die Förderung bilateraler Forschungsprojekte und des europäischen Studentenaustausches als einer der wichtigsten wissenschaftlichen Vermittler zwischen Deutschland und Frankreich im späten 20. Jahrhundert.

## Leben
Malettkes Vater war Ostpreuße und als Lehrer tätig, die Mutter stammte aus Westfalen. Die Vorfahren der Mutter kamen aus einer alten elsässischen Familie. Dies brachte Malettke schon früh mit einem besonderen Problemkomplex der deutsch-französischen Beziehungen in Kontakt. Er besuchte die Volksschule Rastenburg, die Volksschule Engelschoff, Volksschule Dortmund und das Neusprachliche Gymnasium Castrop-Rauxel. Schon während seiner Schulzeit interessierte sich Malettke für Frankreich. Eine intensive Brieffreundschaft führte zu einem Aufenthalt in Nancy. Er legte im März 1956 die Reifeprüfung in Castrop-Rauxel ab.
Er studierte ab Sommersemester 1956 Geschichte, Romanistik und Pädagogik an den Universitäten Marburg, Dijon (Wintersemester 1957/58) und von Oktober 1960 bis Ende April 1962 bei Pierre Renouvin an der Sorbonne in Paris. Renouvin befasste sich mit der systematischen Auswertung von Zeitungen und Zeitschriften als historischen Quellen. Dies hatte auch Einfluss auf Malettkes Forschungen. Die fast zwei Jahre in Paris nutzte er für ein intensives Studium der Zeitungen und der zugänglichen Archive. Während seines Studiums wurde Malettke Mitglied der Marburger Burschenschaft Rheinfranken. Er wurde 1965 in Marburg bei Wilhelm Mommsen promoviert und machte im gleichen Jahr ein Staatsexamen als Lehrer für Geschichte und Französisch. Nach seiner Promotion wechselte er als wissenschaftlicher Assistent von Fritz Dickmann an die Freie Universität Berlin. Dort habilitierte er sich 1972 und erhielt eine Professur für Neuere Geschichte. Im Jahr 1980 folgte er als Nachfolger von Gerhard Oestreich einem Ruf auf den Lehrstuhl für Neuere Geschichte mit besonderer Berücksichtigung der westeuropäischen Geschichte an der Philipps-Universität Marburg. Er war 1982/83 und 1990/91 Dekan des Fachbereichs 06 Geschichtswissenschaften. Im Wintersemester 1989/90 unterrichtete er als Gastprofessor an der Universität Paris X (Nanterre).
Durch Malettkes ehrenamtliches Engagement in nationalen und internationalen wissenschaftlichen Gremien und seine guten Kontakte zu verschiedenen französischen Universitäten kam es zu einem regen Austausch sowohl auf der Seite der Studenten wie auch der Forschung. Malettke war ein großer Initiator und Förderer der europäischen Erasmus- bzw. Sokratesprogramme. Im Jahre 2007 wurde er dafür mit dem Bundesverdienstkreuz 1. Klasse ausgezeichnet. Auf französischer Seite wurde er 1998 Ritter der Ehrenlegion der Republik Frankreich, 2005 folgte eine Beförderung zum Offizier der Ehrenlegion.
Malettke ist seit 1981 Mitglied der Historischen Kommission für Hessen. Er war von 1984 bis 2001 Mitglied im Wissenschaftlichen Beirat des Deutschen Historischen Instituts Paris. Von 1993 bis 1999 übernahm er das Amt des stellvertretenden Vorsitzenden. Im Jahr 1995 war er Mitglied des Wissenschaftlichen Beirats der Sonderausstellung des Europarats „1648 – Krieg und Frieden in Europa“. Seit 1997 ist Malettke Vizepräsident der Internationalen Kommission zur Herausgabe von Quellen zur europäischen Geschichte „Monumenta Europae Historica“. Im Jahr 2000 wurde er Mitglied des „Centre des Recherche sur l’Histoire de l’Europe centrale“ der Universität Sorbonne in Paris. Malettke ist assoziierter Professor und Ehrendoktor der Sorbonne. Er war Mitglied der Vereinigung für Verfassungsgeschichte.
Malettke lernte seine Frau in Paris kennen. Er ist seit 1965 verheiratet. Aus der Ehe ging eine Tochter hervor.

## Forschungsschwerpunkte
Malettke gehört zu den besten Kennern der französischen Geschichte der Frühen Neuzeit im deutschsprachigen Raum. Zunächst befasste er sich mit der Geschichte von Hof, Adel und Institutionen im Frankreich des 16. und 17. Jahrhunderts. Seit Ende der 1980er Jahre erforschte er zunehmend auch die deutsch-französischen Beziehungen vom 16. bis zum 18. Jahrhundert. Malettke arbeitete auch zur Geschichte des Alten Reiches, zur Entwicklung der Burschenschaft, zu Preußen und zur Geschichte Hessens. In seiner Dissertation befasste er sich mit den Einstellungen der Pariser Presse zur Außen- und Innenpolitik Otto von Bismarcks von 1862 bis zum preußisch-österreichischen Krieg von 1866. Malettke konnte die verschiedenen politischen Einstellungen der Zeitungen herausarbeiten. Das Urteil der Presse über Otto von Bismarck war unterschiedlichen Schwankungen unterworfen. Es war eine Mischung aus harscher Kritik und widerwilliger Bewunderung. Die Arbeit wurde in der Fachwelt überwiegend positiv aufgenommen.
In seiner 1976 veröffentlichten Habilitationsschrift erforschte er die Opposition gegen Ludwig XIV. Anders als die bisherige Forschung geht Malettke in den ersten Jahren von Ludwigs Herrschaft davon aus, dass Opposition und Konspiration doch existiert hätten. Er befasste sich wiederholt mit Ludwig XIV. und veröffentlichte über ihn 1994 eine Biographie. Im Unterschied zur bisherigen Forschung setzte Malettke in seiner Biographie den Schwerpunkt stärker auf wirtschaftliche, finanzpolitische und soziale Aspekte. Kurze Zeit nach der Habilitation erschien von Malettke eine Biographie über Jean-Baptiste Colbert, der als wichtigster Minister Ludwigs XIV. durch sein Finanz- und Steuersystem den absolutistischen Herrschaftsstil erst den Weg ebnete. Nach seiner Habilitation führte Malettke seine Forschungen mit internationalem Bezug weiter. Im November 1978 wurde an der FU Berlin im Rahmen des Forschungsschwerpunktes „Soziale Mobilität im frühmodernen Staat“ ein internationales Kolloquium zum Problem Ämterkäuflichkeit und sozialer Mobilität im europäischen Vergleich abgehalten. Erstmals wurde damit das weitgehend unberücksichtigte Phänomen in der Geschichtswissenschaft eingehend untersucht. Malettke gab den Sammelband 1980 heraus. In seiner Einleitung befasste sich Malettke mit der Ämterkäuflichkeit in Frankreich und ähnlichen Erscheinungen in Venedig, im Kirchenstaat, in Kastilien und in mehreren deutschen Territorien.
Mit Jürgen Voss veranstaltete er 1987 ein deutsch-französisches Kolloquium über Humanismus und höfisch-städtische Elite im 16. Jahrhundert. Bereits ein Jahr nach dem Erscheinen des Sammelbandes erfolgte eine zweite Auflage. Malettke veröffentlichte 2001 in Französisch eine umfassende Untersuchung über die deutsch-französischen Beziehungen im 17. Jahrhundert. Ein Jahr später erschien von Malettke und Ullrich Hanke die Edition von Théodore Godefroys Description d’Allemagne, die für die Erforschung der Perzeption des Deutschen Reiches in Frankreich um 1630 zu den wichtigsten Quellen zählt. Die Quelle wurde erstmals ediert und dadurch der Öffentlichkeit zugänglich gemacht. Im Jahr 2008 erschien von ihm eine dreibändige Geschichte der Bourbonen. Im Rahmen des von Heinz Duchhardt und Franz Knipping herausgegebenen Handbuchs der Geschichte der internationalen Beziehungen veröffentlichte er 2012 den dritten Band. Darin behandelte er den Zeitraum vom Westfälischen Frieden (1648) bis zum Frieden von Utrecht (1713/1714). Er veröffentlichte 2018 eine 1076 Seiten umfassende Biographie über Richelieu. Von ihm erschien 2019 eine Biographie zu Heinrich IV., dem ersten Bourbonen auf dem französischen Königsthron. Im Jahr 2024 veröffentlichte er eine 1000-seitige Biographie über Mazarin.

## Schriften (Auswahl)
Ein Schriftenverzeichnis erschien in: Jörg Ulbert, Sven Externbrink (Hrsg.): Formen internationaler Beziehungen in der Frühen Neuzeit. Frankreich und das Alte Reich im europäischen Staatensystem. Festschrift für Klaus Malettke zum 65. Geburtstag (= Historische Forschungen. Band 71). Duncker & Humblot, Berlin 2001, ISBN 3-428-10277-0, S. 531–546.
- Mazarin (1602–1661). Diplomat des Papstes, Kardinal, „Premierminister“ des französischen Königs, Mitgestalter Europas. Aschendorff, Münster 2024, ISBN 978-3-402-25062-4.
- Katharina von Medici. Frankreichs verkannte Königin. Schöningh, Paderborn 2020, ISBN 978-3-506-70332-3.
- Heinrich IV. Königsherrschaft, Konfessions- und Bürgerkriege. Der erste Bourbone auf dem Thron Frankreichs (1553–1610) (= Persönlichkeit und Geschichte. Band 172/173). Muster-Schmidt Verlag, Zürich 2019, ISBN 978-3-7881-0172-5.
- Richelieu. Ein Leben im Dienste des Königs und Frankreichs. Schöningh, Paderborn 2018, ISBN 978-3-506-77735-5.
- Hegemonie, multipolares System, Gleichgewicht. Internationale Beziehungen 1648/1659–1713/1714 (= Handbuch der Geschichte der internationalen Beziehungen. Band 3). Schöningh, Paderborn 2012, ISBN 978-3-506-73723-6.
- Die Bourbonen. Band 1: Von Heinrich IV. bis Ludwig XV. 1589–1715. Kohlhammer, Stuttgart 2008, ISBN 978-3-17-020581-9.
- Die Bourbonen. Band 2: Von Ludwig XV. bis Ludwig XVI. 1715–1789/92. Kohlhammer, Stuttgart 2008, ISBN 978-3-17-020582-6.
- Die Bourbonen. Band 3: Von Ludwig XVIII. bis zu Louis Philippe 1814–1848. Kohlhammer, Stuttgart 2009, ISBN 978-3-17-020584-0.
- Opposition und Konspiration unter Ludwig XIV. Studien zu Kritik und Widerstand gegen System und Politik des französischen Königs während der ersten Hälfte seiner persönlichen Regierung (= Veröffentlichungen des Max-Planck-Instituts für Geschichte. Band 49). Vandenhoeck & Ruprecht, Göttingen 1976, ISBN 3-525-35359-6.